# Gunther Hilliges

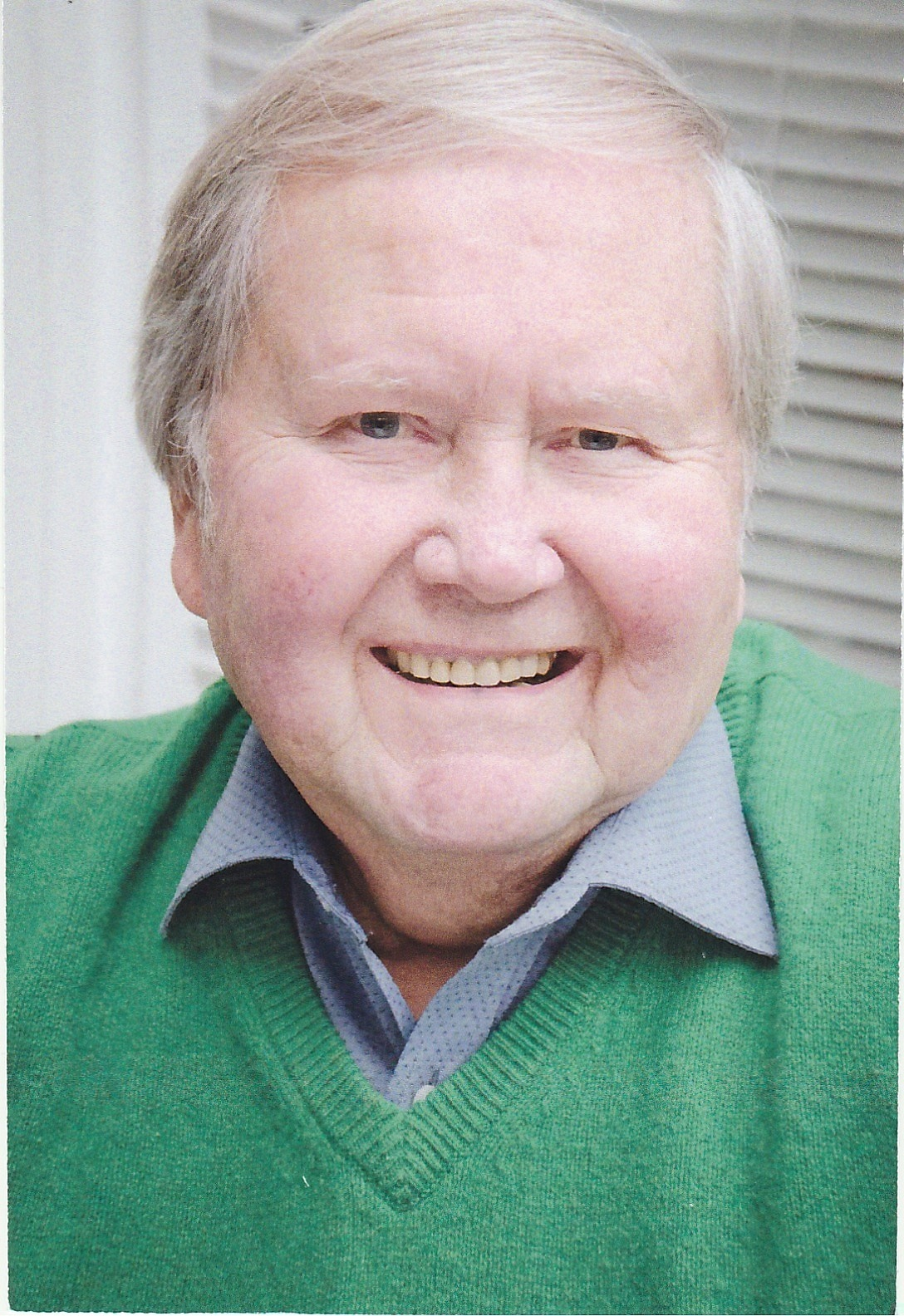
Gunther Hilliges

Gunther Hilliges (* 8. Mai 1940 in Innsbruck) ist ein ehemaliger Bundesvorsitzender des Kinderhilfswerks Terre des Hommes, ein Aktivist für Frieden und Zusammenarbeit mit den Ländern der südlichen Hemisphäre, Bremer Senatsrat und bis 2005 Leiter des Bremer Landesamtes für Entwicklungszusammenarbeit.

## Biografie

### Frühe Jahre
Hilliges wuchs in Innsbruck auf und kam mit seiner Mutter und seinen zwei Schwestern nach der Ausweisung durch die Alliierten in einem Transport im Juni 1945 zufällig nach Bremen. Die Familie lebte, bis der Vater aus der Kriegsgefangenschaft zurückkam, von der Fürsorge in Bremen-Findorff. Ab 1956 war Hilliges Vollwaise. Er wuchs danach bei Pflegefamilien in Bremen auf und machte die Mittlere Reife in der Schule Regensburger Straße. In der bremischen Verwaltung absolvierte er anschließend eine Ausbildung im Mittleren Dienst und konnte 1959 aufgrund seiner guten Leistungen in den gehobenen Dienst beim Senator für Wirtschaft aufsteigen. Neben seiner Verwaltungstätigkeit übte er bis 1973 die Tätigkeit eines Teilzeitlehrers an der Bremer Verwaltungsschule aus. In der Hochzeit des Vietnamkrieges baute er zusammen mit Freunden 1967 in Bremen eine Arbeitsgruppe von „Terre des Hommes – Hilfe für Kinder in Not e. V.“ auf und kam bereits ein Jahr später in den Bundesvorstand dieses Kinderhilfswerks.

### Erste Berührungen mit der „Dritten Welt“
Nachdem die Bundesregierung die Entlaubung des vietnamesischen Dschungels mit dem Pflanzengiftstoff „Agent Orange“ öffentlich begrüßt hatte, gelang es Anfang 1968 der Bremer Gruppe von Terre des Hommes, zehn von Napalm verletzte Kinder aus Vietnam zur Heilung in kommunale Krankenhäuser nach Bremen zu holen. Die Finanzierung gelang u. a. durch den Verkauf von 30.000 Orangen, die die Bremer Fruchthandelsfirma Scipio & Co der Bremer Gruppe gespendet hatte. Jahre später war es erneut Terre des Hommes in Bremen, das mit dem Bremer Übersee-Museum eine Ausstellung über die Gesundheitsschäden von „Agent Orange“ und mit der Zeitschrift „Stern“ eine „Versöhnungstour“ mit Opfern und Verursachern durch deutsche Städte initiierte. Die Mitte 1968 einsetzende Hungerblockade der nigerianischen Regierung gegen die um ihre Unabhängigkeit kämpfende Provinz Biafra am Nigerdelta in Westafrika veranlasste Terre des Hommes, eine Luftbrücke zu organisieren, um ca. 5.000 vom Hungertod bedrohte Kinder nach Gabun auszufliegen. Mit Hilfe der Bremer Sozialdemokratie und dem damaligen Außenminister Willy Brandt war Hilliges erfolgreich, die Bundesregierung zu überzeugen, Geld zur Verfügung zu stellen, um innerhalb kurzer Zeit in Gabun Häuser für die geretteten Kinder zu errichten. Mitte der 1970er Jahre widmete sich Gunther Hilliges verstärkt der kolonialen Vergangenheit Bremens und beteiligte sich an zahlreichen Aktionen gegen das südafrikanische Apartheidsregime. Beruflich wurde er nach Ende des Bremer Baulandskandals um den SPD-Fraktionsvorsitzenden in der Bremer Bürgerschaft, Richard Boljahn, und den damaligen Bausenator Wilhelm Blase persönlicher Referent des neuen Bausenators Hans Stefan Seifriz. Im Bauressort nahm das SPD-Mitglied 1973 die Position des Hauptabteilungsleiters „Nichttechnische Dienste“ ein und wurde zeitweilig Vertreter des Bausenators im Senat und im Parlament. Unvermindert setzte der in Bremen als „Mr. Terre des Hommes“ bekannte und bestens vernetzte Hilliges sein Engagement bei diesem internationalen Kinderhilfswerk fort. Ab 1975 – dem Ende des Vietnam-Krieges – war er im Rahmen seiner Vorstandsarbeit zuständig für den Aufbau der Arbeit in Indien, weil der Halbkontinent für Hilliges das Land mit der größten Armut auf der Welt darstellte. Bei mehrmaligen Reisen lernte er die Biogas-Technik im indischen Maharashtra kennen, dessen Wälder von der Bevölkerung immer weiter abgeholzt worden waren, um überlebensnotwendiges Feuerholz zu gewinnen. Zudem schädigte auch das stete Verbrennen von Kuhfladen die Gesundheit der Bevölkerung schwer, so dass das Projekt der Verbreitung von Biogas-Anlagen entstand, das auf „saubere“ Weise die Erzeugung von Energie zum Kochen und von wertvollem Dünger für die Felder bewirkte.

### Das entwicklungspolitische Netzwerk
1976 kooperierte Terre des Hommes mit dem Land Bremen und der Rexrodt-Stiftung, die einen gemeinsamen Biogas-Testlauf in zwanzig Dörfern in Indien finanzierten. Als weitere Dörfer in Indien hinzukommen wollten, gründete Gunther Hilliges mit Vertretern aus der Bremer Architektenbranche und dem Übersee-Museum 1977 die Bremen Overseas Research and Development Association (BORDA), die dieses Projekt in größerem Rahmen fortführte. Dazu gelang es Hilliges auch, die Bundesministerin für Wirtschaftliche Zusammenarbeit, Marie Schlei, von der Unterstützungsnotwendigkeit ihres Ministeriums zu überzeugen.

### Bremens Landesamt für Entwicklungszusammenarbeit

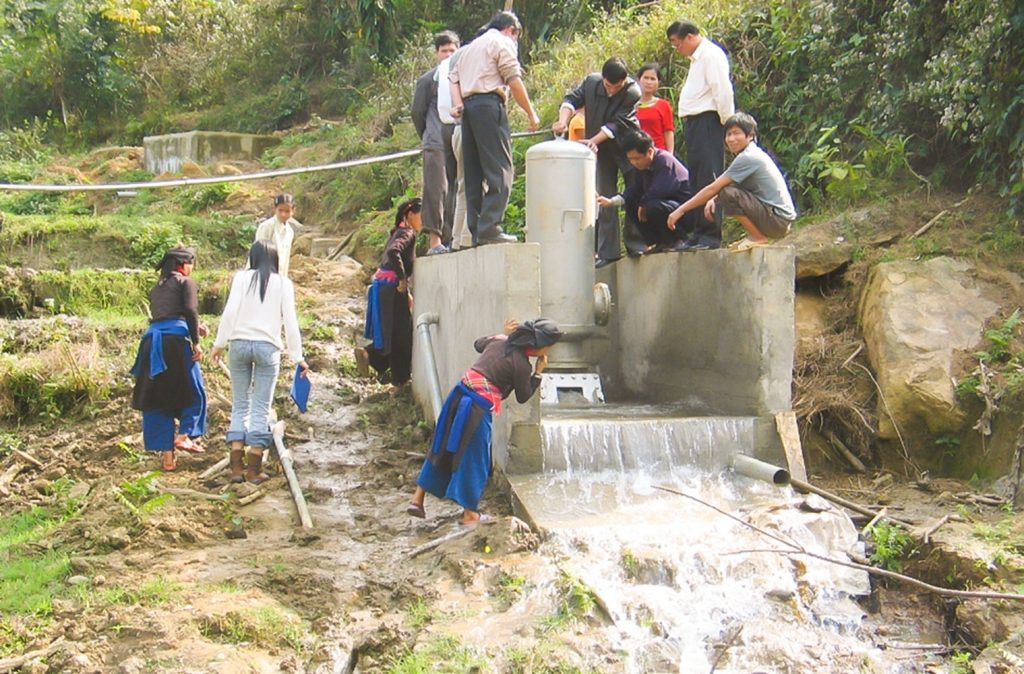
BORDA-Hydraulischer Widder in Vietnam 2005

Wenig später baute er nach Ermunterung durch den Bremer Bürgermeister Hans Koschnick und einem Beschluss der Bremer Bürgerschaft ab dem 1. Februar 1979 ein eigenes bremisches „Landesamt für Entwicklungszusammenarbeit“ (LafEz) auf. Hilliges war ein prominenter Kritiker der bisherigen staatlichen Entwicklungshilfe von oben, deren „Trickle-down“-Effekte im Wettbewerb des Kalten Krieges und ökonomischer Interessen kaum bei der bedürftigen Bevölkerung ankamen. Er wurde zum Protagonisten des „Bubble-up“, der Entwicklungszusammenarbeit von unten bzw. der „Entwicklungshilfe rückwärts“, die sich an den Bedürfnissen vor Ort als Hilfe zur Selbsthilfe orientiert. Damit wurde erstmals die Möglichkeit geschaffen, entgegen der Politik des Bundes auf Landesebene eine andere Art von Entwicklungszusammenarbeit aufzubauen. In Bremen gehörte er 1978/79 mit Amnesty International zu den Initiatoren des „Bremer Zentrums für Menschenrechte“ (BIZ), das im Übersee-Museum angesiedelt, die Bildungsarbeit über die „Dritte Welt“ voranbringen sollte. Neben seiner Tätigkeit als Amtsleiter im LafEz fungierte Gunther Hilliges ehrenamtlich von 1976 bis 1978 als stellvertretender, zwischen 1978 und 1984 als Bundesvorsitzender von Terre des Hommes. Zur gleichen Zeit regte er über die Indienprojekte von Terre des Hommes und BORDA hinausgehend, eine Partnerschaft mit Pune, der Millionenstadt im Zentrum Indiens, an. Mit dem Beginn der Arbeit des BIZ führte die „Städtesolidarität Bremen – Pune e. V.“ ab 1980 jährlich Indien-Seminare durch und die Bremer Hochschulen, Krankenhäuser, wie auch die Bremer Handelskammer bauten aktive bilaterale Kontakte nach Pune auf. Ausdrücklich war an keine offizielle Städtepartnerschaft gedacht worden, sondern auch in diesem Falle wurden 35 Jahre lang von unten direkte Kontakte aufgebaut. Als Dank für 30 Jahre Städtepartnerschaft überreichte der indische Botschafter eine Büste aus Marmor von Mahatma Gandhi, die im Gobelin-Zimmer des Bremer Rathauses ihren Platz gefunden hat. Eine tiefe Krise überlebte Hilliges „Baby“, das Landesamt, bereits vier Jahre nach seiner Gründung, als die Bremer Großwerft A.G. „Weser“ Bankrott ging, und der Bremer Senat ein umfangreiches Sparprogramm beschlossen hatte.

### Entwicklungspolitik als kommunale Aufgabe weltweit
Nachdem der Europarat 1983 den Beschluss gefasst hatte, eine internationale Kampagne unter dem Begriffspaar „Interdependenz und Solidarität“ mit seinen 53 Parlamenten, Regierungen sowie tausenden von Städten und Nicht-Regierungsorganisationen durchzuführen, schlug Hilliges 1988 in Bremen und 1989 in Bremerhaven ein erstes lokales Nord-Süd-Forum vor. Regelmäßig nahm er an den folgenden Bundeskonferenzen der über 100 deutschen Nord-Süd-Foren teil, bis diese 2001 in die „Servicestelle Kommunen in der Einen Welt“ aufgingen. 1986 war Hilliges an der weltweiten Gründung von „Towns und Development“ federführend beteiligt, um Kommunen stärker in die globale Entwicklung der Welt einzubeziehen. Ein Lob für dieses Engagement gab es von den Vereinten Nationen: Bremen wurde 1990 neben Helsinki für seinen besonderen Weg der Entwicklungszusammenarbeit geehrt. Der Leiter des LafEz förderte bereits seit 1980 die Hilfe für die Sahauris in der Westsahara, wie auch das europäische Bündnis gegen Apartheid und die besondere Partnerschaft zwischen Bremen und Namibia. Am alle zwei Jahre verliehenen Bremer Solidaritätspreis hatte Gunther Hilliges großen Anteil.
Der Preis wurde erstmals 1988 an das Ehepaar Mandela verliehen. Hier zeigte das Mitglied der „Internationalen Kommission beim Parteivorstand der SPD“ erneut Flagge; denn der Widerstand in einem Teil der Bremer Kaufmannschaft und der Oppositionsparteien gegen diese Art von „Förderung des kommunistischen Terrorismus“ war unüberhörbar. Eine große Genugtuung bereitete Hilliges daher die Umwidmung des ehemaligen Reichskolonialehrenmals, des Elefanten, in ein antikoloniales Mahnmal. Trotz einer ständigen Beschneidung der Haushaltsmittel leistet das kleinste Bundesland Bremen weiterhin seinen Beitrag für die Länder der südlichen Hemisphäre auch im Ressort der Bevollmächtigten Bremens für den Bund, Europa und Entwicklungszusammenarbeit. Auch nach Hilliges’ Ausscheiden aus dem öffentlichen Dienst ist er seiner Mission treu geblieben. Im Rahmen seiner Restcent-Initiative geben ca. 5000 öffentlich Bedienstete in Bremen einen winzigen Teil von ihrem Monatsgehalt für Entwicklungs-Projekte ab. Über dreißig Jahre war Gunther Hilliges das Bremer Gesicht nach außen. Als Berater ist er weiterhin sehr gefragt.